# Лада (Росія)
Ла́да (рос. Лада, ерз. Лада) — село у складі Ічалківського району Мордовії, Росія. Входить до складу Ладського сільського поселення.

## Населення
Населення — 431 особа (2010; 489 у 2002).
Національний склад (станом на 2002 рік):
- росіяни — 91 %